# 1989年洛馬普里塔地震
1989年洛馬普里塔地震（英語：1989 Loma Prieta earthquake）是1989年10月17日當地時間下午5時4分在北加利福尼亞發生的地震，震央位於聖塔克魯茲東北面約10英哩、尼森·馬克斯森林州立公園內一段聖安德烈亞斯斷層。該州立公園以鄰近的聖塔克魯茲山脈的洛馬普里塔峰命名。地震烈度達到矩震級6.9級，最高達到麥加利地震烈度IX級，導致63人死亡、3,757人受傷。聖安德烈斷層的洛馬普里塔段自1906年舊金山大地震以來不甚活躍，直至1988年6月和1989年8月的兩次前震。
聖塔克魯茲縣遭到嚴重破壞，而南面的蒙特雷縣也造成一定程度破壞，但一直影響北至舊金山灣區，包括舊金山半島以及海灣對岸的奧克蘭。地震也導致土壤液化，尤其受嚴重破壞的海港區。但影響在東灣以及蒙特雷灣海岸亦可見，同時出現了非破壞性的海嘯。

## 災情

### 舊金山—奧克蘭海灣大橋

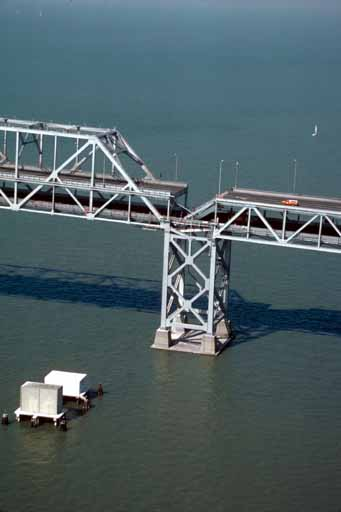
舊金山—奧克蘭海灣大橋上層發生倒塌，一人死亡

舊金山—奧克蘭海灣大橋受到嚴重破壞，東懸桁側的上層23米乘15米路段倒塌至下層。地震導致奧克蘭側大橋向東位移18厘米，同時一段螺栓撕裂，導致230公噸路床塌陷。兩層的交通完全被倒塌的路床截斷。警察疏導交通擠塞，要求駕駛者掉頭。被困在下層倒塌路段與芳草地島之間的東行駕駛者改道往上層並向西回到舊金山。由於芳草地島的緊急工作人員溝通出現問題，部分駕駛者被指示往錯誤的道路，繼續向東前往倒塌地點駕駛。其中一名駕駛者沒有及時觀察到倒塌的路面，車輛掉至倒塌的路床上。駕駛者Anamafi Moala死亡，而乘客，即其兄長則嚴重受傷。加州運輸部將倒塌路段拆除重建，並於11月18日重開大橋。
為了方便海灣大橋維修期間的交通，舊金山灣區捷運在地震當日至同年12月3日之間在海灣隧道24小時通行。

### 奧克蘭及880號州際公路/塞浦路斯高架橋
地震中受影響最嚴重的是位於西奧克蘭的雙層塞浦路斯街高架橋倒塌。高架橋倒塌路段超過2公里，導致42人死亡多人受傷。
塞浦路斯街高架橋是880號州際公路的一段，於1950年代末興建、1957年啟用，是一段由非延展性鋼筋混凝土建成的雙層高速公路，並在奧克蘭建於並跨騎塞浦路斯街上方。塞浦路斯高架橋近半的土地都建於填平的沼澤地，其餘則建於更穩定的沖積層。1971年聖費爾南多地震發生後，公佈了新的公路結構設計指引，並引入了可延展建築物料，因此於1977年塞浦路斯高架橋進行了有限度地震加固工程。新增的部件為在箱形樑的橫向擴充縫增設縱向限制，但沒有對塞浦路斯高架橋可能的倒塌模式進行研究。加州運輸部因未有徹底研究結構而廣受批評。地震發生時，曾為沼澤地的土地加劇了搖晃，並發生土壤液化。
地震發生時，高速公路發生彎曲和變形，支柱倒塌，上層倒塌至下層，42人在車上被壓死。上層車輛被暴力拋出，部分被側向翻轉，部分在高速公路邊緣懸空。鄰近居民和工廠工人前來拯救，並以長梯和推土機爬到瓦礫上，將被困人士拖出車外。奧克蘭公共工程局60人離開鄰近城市並參與拯救。太平洋管道僱員駕駛重型升降設施並用以抬升倒塌的高速公路方便拯救。當地工人繼續義務工作，直至1989年10月21日美國時任總統喬治H.W.布什及加州時任州長喬治·杜美金視察才被迫停止。同日也救出了一名生還者Buck Helm，其被困在車輛內90小時。當地電台稱其為「幸運的Buck」，在生命保障支持了29日後，於58歲時因呼吸衰竭而死亡。
雖然高速公路於1997年至1999年之間分階段重開，直至2001年以前仍未完全重建以滿足安全標準。與此同時，車輛改道至鄰近的980號州際公路，導致交通擠塞。加州運輸部並沒有原地重建880號州際公路，而是將高速公路改道至西奧克蘭外圍的更西邊以便連接奧克蘭港和舊金山—奧克蘭海灣大橋，並滿足社區對於高速公路避免橫穿住宅區的期望（原有高架橋興建時，西奧克蘭主要由黑人和拉丁裔居住）。塞浦路斯高架橋原址改為地面的曼德勒公園大道。

### 交通的影響
地震發生後，舊金山灣區機場都關閉以便進行檢查和評估損毀情況。諾曼·峰田聖荷西國際機場、奧克蘭國際機場及舊金山國際機場皆於次日早上重開。奧克蘭國際機場的跑道和滑行道出現大型裂痕，導致可用部分削減至正常情況的三分之二，而堤壩的損毀需要即時補救措施，防止跑道遭到海水淹沒。奧克蘭國際機場預計需要花費3000萬美元進行維修。
三藩市城市鐵路在地震發生時所有電力推動的交通都停電，但並沒有受到太大的損毀，亦未有導致司機或乘客受傷。舊金山纜車、電力列車和巴士都停留在原地，三藩市的交通超過一半停運了12小時。當晚稍後，三藩市城市鐵路需要依賴柴油巴士以維持有限度服務，直至電力恢復，電力設施方可進行檢查，電力推動的交通於10月18日早上重開。78小時後，96%的三藩市城市鐵路交通都已經恢復營運，包括纜車。美鐵城際鐵路列車加州和風號列車往奧克蘭的班次繼續運行，但海岸星光號列車受南太平洋運輸公司海岸線受損，需要在薩利納斯以北暫時停運。
地震改變了舊金山灣區汽車交通的情況。地震除了迫使所有舊金山灣區大橋進行耐震工程。地震導致舊金山灣區部分高速公路損毀，情況嚴重至需要拆除。對舊金山灣區交通系統的損毀估計約為18億美元。
- 舊金山—奧克蘭海灣大橋（80號州際公路（英语：Interstate 80 (California)））：海灣大橋於一個月內完成維修並重開。然而，地震導致海灣大橋與加州其他收費大橋一樣，需要進行大型維修或重建以確保長遠安全可靠。東跨替代橋（英语：Eastern span replacement of the San Francisco – Oakland Bay Bridge）工程於2002年1月29日開工，並於2013年9月2日完工[32]。
- 塞浦路斯街高架橋/尼米茲高速公路（880號州際公路）：雙層的塞浦路斯街高架橋全長2.86公里，而880號州際公路在地震後不久拆除，但在1997年7月前未有得到取代（只到海灣大橋，80號州際公路以東的上下坡在2001年才完工）。替代的高速公路改為單層，並改道至西奧克蘭的外圍而非塞浦路斯街高架橋的橫穿市區。塞浦路斯街高架橋原址改為地面的曼德拉公園大道。
- 內河碼頭高速公路（480號加州州道）：地震導致舊金山未完工且爭議性的內河碼頭高速公路關閉並拆除。舊金山內河碼頭地區在高速公路拆除後重新發展。舊金山海濱的高架橋於1991年拆除，改為地面的大道。
- 舊金山灣區捷運：舊金山灣區捷運利用海灣隧道將東灣與舊金山連接起來，在地震期間未有受損，並只作震後檢查就重新開放。由於海灣大橋受損關閉，海灣隧道在一個月內成為從奧克蘭前往舊金山最快捷的方法，客量在地震後三個工作週由每日平均21.8萬人大增至33萬人，超過一半[13]。舊金山捷運一度實施24小時通宵行駛，直至12月3日恢復正常時間表[13]。2006年，舊金山灣區捷運開展13億美元地震安全計劃，並對隧道、大橋和車站進行耐震工程，並預計於2022年完工[33]。
- 美鐵：歷史悠久的奧克蘭市區（英语：downtown Oakland）16街站（英语：16th Street Station (Oakland)）遭受嚴重損毀並結構上不安全。美鐵將奧克蘭地區的營運改往新的愛莫利維爾站（英语：Emeryville station）[34]。
- 跨灣渡輪：舊金山和奧克蘭的渡輪服務已在多年前停運，但在海灣大橋關閉超過一個月的期間重開，以疏導過度擁擠的舊金山灣區捷運。阿拉米達設立了一個渡輪碼頭，而美國陸軍工兵部隊在伯克利海濱（英语：Berkeley Marina）挖掘了一個渡輪碼頭[35]。同時，內河碼頭高速公路在地震後受損而拆除，舊金山渡輪大廈也進行了翻新，提升了前往舊金山半島的渡輪服務效率。渡輪服務在過程中證實了其深受歡迎並繼續擴展其服務。由於需要在舊金山灣區的道路和隧道無法通行時保持暢順交通，故此需要完善的渡輪系統，並導致舊金山灣區渡輪（英语：San Francisco Bay Ferry）系統的誕生[36]。

## 外部連結
- 收藏的电视短片"Loma Prieta Earthquake, ca. 1989"[更多内容]
- Reflections 20 Years Later in Loma Prieta（页面存档备份，存于） – Whole Mountain Source Book
- October 17, 1989 Loma Prieta Earthquake（页面存档备份，存于） – United States Geological Survey
- The October 17, 1989, Loma Prieta, California, Earthquake—Selected Photographs（页面存档备份，存于） – United States Geological Survey
- Loma Prieta Earthquake, October 17, 1989. Preliminary Reconnaissance Report（页面存档备份，存于） – Earthquake Engineering Research Institute
- Giants Clubhouse: '89 Earthquake[] – Major League Baseball
- After The Fall: The earthquake shattered the Bay Area, but the cities hardest hit are now mostly rebuilt—and the scars are hidden deep below the surface（页面存档备份，存于） – San Francisco Chronicle
- Out of the Rubble. Ten Years After: First in a week-long retrospective of the Loma Prieta quake（页面存档备份，存于） – San Francisco Chronicle
- Photographs of the aftermath of the Loma Prieta Earthquake from the UC Santa Cruz Library's Digital Collections（页面存档备份，存于）
- 25 Years After Loma Prieta, Earthquake Science Is Transformed（页面存档备份，存于） – LiveScience